# Мумбайский университет
Мумбайский университет, или Университет Мумбаи (англ. University of Mumbai, маратхи मुंबई विद्यापीठ) — государственный университет в г. Мумбаи, Махараштра, Индия. Один из самых престижных университетов Индии. Основан в 1857 году британской колониальной администрацией. До 1996 года носил название Бомбейский университет. Был переименован вслед за переименованием Бомбея. В мировом рейтинге университетов QS World University Rankings за 2009 г. Мумбайский университет занял 432 место.

## Выпускники
- Руби Бхатия
- Клаус Клостермайер
- Лал Кришна Адвани
- Махатма Ганди
- Нарасимха Рао
- Айшварья Рай
- Закир Найк
- Ранаде, Махадев Говинд
- Дхондо Кешав Карве
- Пандуранг Ваман Кане
- Дилип Абреу